# Kucler
Kucler je priimek več znanih Slovencev:
- Antonija Kucler (1896—1942), vodja partizanske javke in skladišča, narodni heroj Jugoslavije
- Mojca Kucler Dolinar (*1972), pravnica in političarka